# Paraulacizes piperata
Paraulacizes piperata är en insektsart som först beskrevs av Fowler 1898.  Paraulacizes piperata ingår i släktet Paraulacizes och familjen dvärgstritar. Inga underarter finns listade i Catalogue of Life.